# Stridsbåtsolyckan i Stockholms skärgård 2004

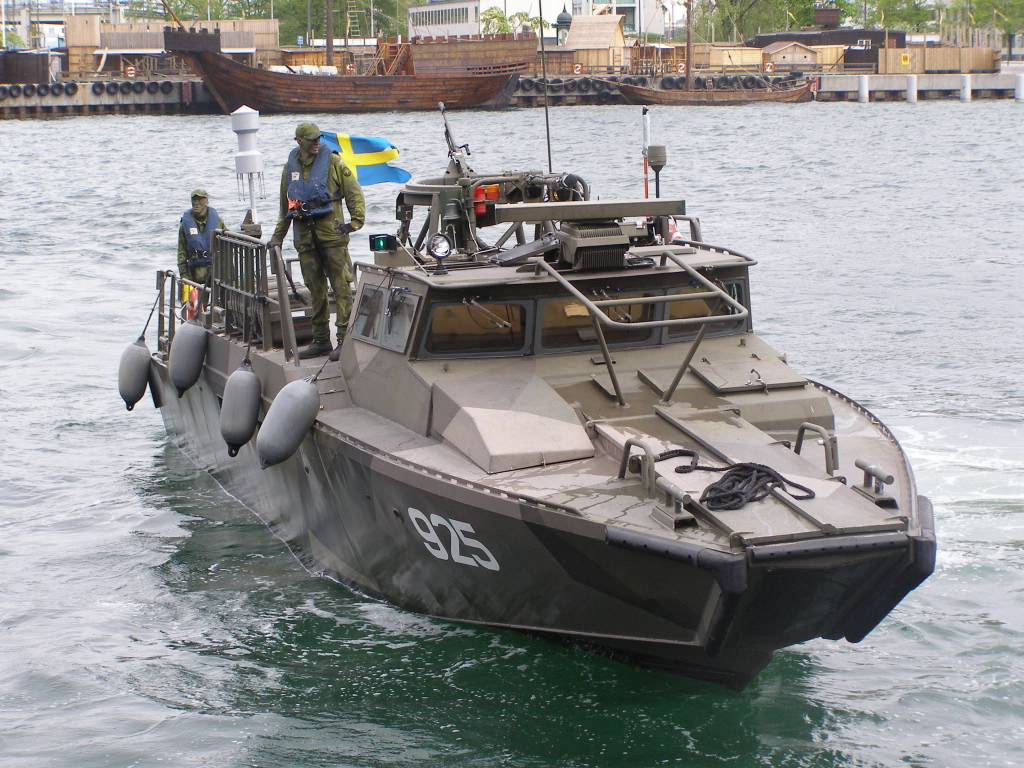
Stridsbåt 90H.

Stridsbåtsolyckan i Stockholms skärgård 2004 inträffade den 13 juni 2004 nära Sollenkroka på Vindö när en kolonn av fem stridsbåtar, efter avslutad övning, var på väg mot hemmabasen vid Vaxholms amfibieregemente (Amf 1) på Rindö då båt två i kolonnen körde in i framförvarande båt och två värnpliktiga omkom.

## Olyckan
Det var vid lunchtid, cirka klockan 11.50 den 13 juni 2004 då en kolonn av fem stridsbåtar, efter en avslutad veckolång intensiv övning var på väg hem tillbaka till Amf 1 och hemmabasen på Rindö via Kanholmsfjärden. I fjärden norr om Sollenkroka brygga och Brantens fyr på Vindö körde helt plötsligt båt två i kolonnen in i framförvarande båt där två värnpliktiga, en 20-åring från Lidingö och en 20-åring från Ängelholm befann sig på den så kallade ringlavetten, i aktre delen av båten. Det är en plats centralt belägen på båten, akter om styrhytten. Båda de värnpliktiga var vid liv efter att de kastats av båten ner i vattnet, men medvetslösa, när räddningsmanskap tog dem upp ur vattnet och gjorde upplivningsförsök. Flera räddningsfarkoster, både båtar och helikoptrar, kom snabbt till platsen. En läkare, som befann sig på ön, kom också till hjälp. Ett fartyg från Kustbevakningen och en ambulanshelikopter från Gustavsberg kom snabbt till platsen och medförde sjukvårdskunnig personal inklusive läkare. Läkaren från helikoptern konstaterade efter en stund att båda olycksoffren var döda. Farleden där olyckan inträffade var en vanlig transportsträcka som Marinen ofta använder sig av i området. Det var ideala förhållanden vid olyckstillfället, svag vind och solsken.
I övningsområdet mellan Dalarö skans och Danziger gatt utanför Nynäshamn hade de värnpliktiga på båtarna fått lära sig det allra svåraste - att navigera i hög fart inomskärs, dag som natt. När de på söndagen var på väg tillbaka till regementet skulle de på onsdagen påbörja ett fyra veckors sommaruppehåll för att sedan återvända inför den stora slutövningen.

## Efterspel
Statens haverikommission som utredde olyckan i Sollenkroka kom fram till att en av båtarna i kolonnen hade plötsligt sänkt farten vilket bakomvarande förare inte uppmärksammade och hade kört i 35 knops fart in i båten. Den påkörda stridsbåten, med de två värnpliktiga ombord, hade slagit av på farten för att "släppa svall", av hänsyn till en segelbåt som låg förtöjd vid land. Åtgärden "släppa svall" var regementspraxis, beordrad av regementsledningen, för att slippa klagomål från allmänheten. Bakomvarande båt uppmärksammade inte båt etts manöver och körde med kraft in i framförvarande båt ett. De båda värnpliktiga hade träffats av båten och flugit i vattnet med svåra skador. De återfick aldrig medvetandet.
Haverikommission hade också under utredningen kritiserat Försvarsmakten då man ansåg att de värnpliktiga inte var tillräckligt utbildade i säkerhetsreglerna. Den dåvarande regementschefen blev delgiven misstanke för brott mot arbetsmiljölagen och den värnpliktige föraren som körde in i båten framför kom att delges misstanke om brott mot sjölagen. Svea hovrätt fastställde den 27 maj 2008 i Stockholms tingsrätts domslut i målet. I tingsrätten och hovrätten friades regementschefen från arbetsmiljöbrott. Båtföraren dömdes för vållande till annans död och vårdslöshet i sjötrafik. Påföljden blev villkorlig dom, 50 dagsböter à 30 kronor. Riksåklagaren valde sedan att inte driva ärendet vidare. I juni 2008 blev det ett fall för Högsta domstolen då föräldrarna till de omkomna ville ha omprövning av hovrättens dom. I september 2008 beslutade Högsta domstolen att inte ta upp fallet och därmed var det juridiskt utagerad.